# Jerome Blake
Jerome Blake (Buff Bay, Jamaica, 18 de agosto de 1995) es un deportista canadiense que compite en atletismo, especialista en las carreras de relevos.
Participó en dos Juegos Olímpicos de Verano, obteniendo dos medallas, plata en Tokio 2020 y oro en París 2024, ambas en la prueba de 4 × 100 m.
Ganó una medalla de oro en el Campeonato Mundial de Atletismo de 2022 y dos medallas en los Relevos Mundiales, en los años 2024 y 2025.

## Palmarés internacional
| Juegos Olímpicos   | Juegos Olímpicos        | Juegos Olímpicos  | Juegos Olímpicos |
| Año                | Lugar                   | Medalla           | Prueba           |
| ------------------ | ----------------------- | ----------------- | ---------------- |
| 2020               | Tokio (Japón)           | Medalla de plata  | 4 × 100 m        |
| 2024               | París (Francia)         | Medalla de oro    | 4 × 100 m        |
| Campeonato Mundial |                         |                   |                  |
| Año                | Lugar                   | Medalla           | Prueba           |
| 2022               | Eugene (Estados Unidos) | Medalla de oro    | 4 × 100 m        |
| Relevos Mundiales  |                         |                   |                  |
| Año                | Lugar                   | Medalla           | Prueba           |
| 2024               | Nasáu (Bahamas)         | Medalla de plata  | 4 × 100 m        |
| 2025               | Cantón (China)          | Medalla de bronce | 4 × 100 m        |